# Ле-Сен-Кристоф
Леи-Сен-Кристо́ф (фр. Lay-Saint-Christophe) — коммуна во французском департаменте Мёрт и Мозель, региона Лотарингия. Относится к  кантону Мальзевиль.

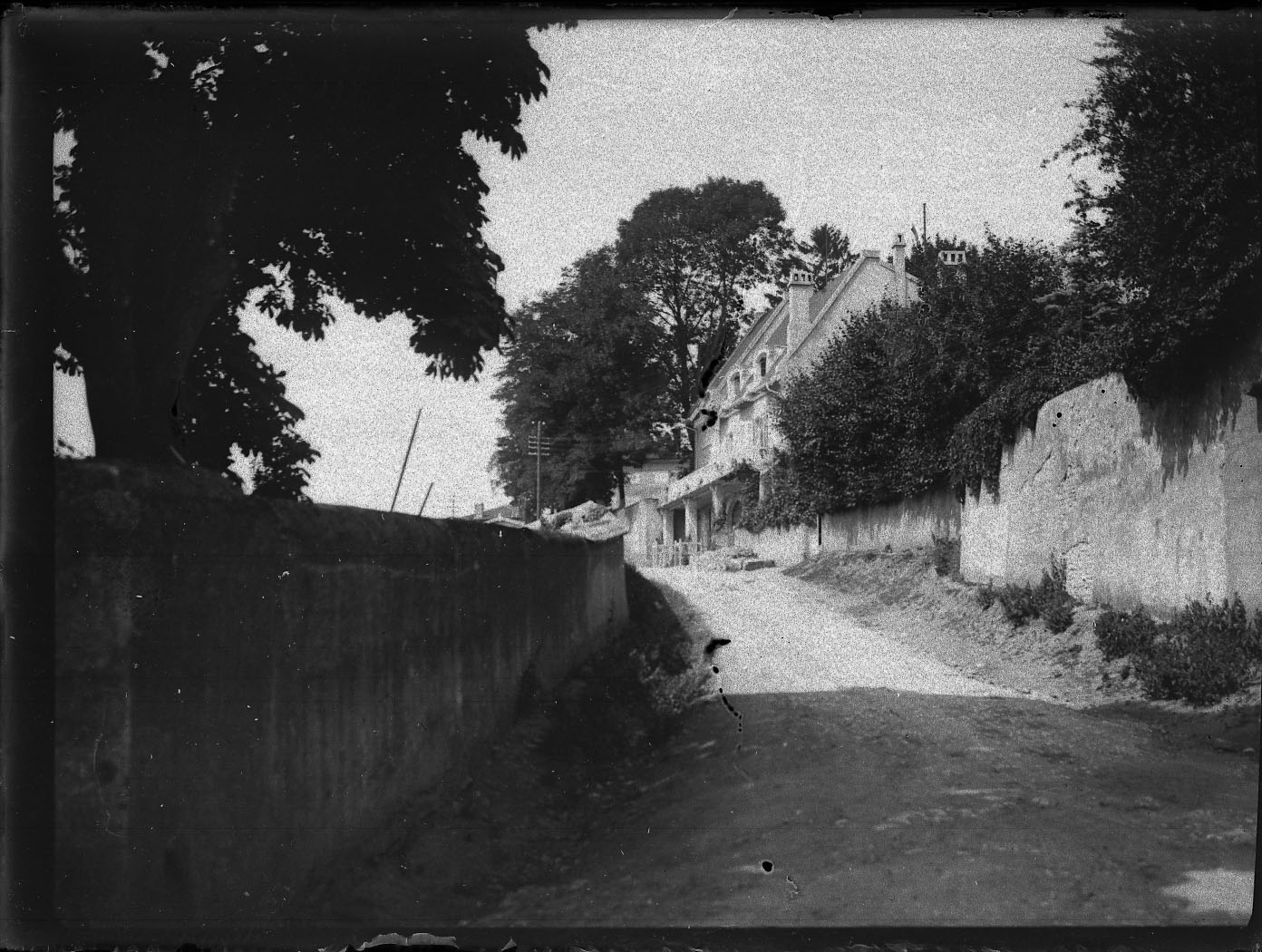
Леи-Сен-Кристоф. Дом Антонена Дома, известного французского стекольщика, одного из основателей Домской стекольной фабрики.

## География
Леи-Сен-Кристоф расположен в 7 км на северо-восток от Нанси недалеко от реки Амезюль, правого притока Мёрта.

## Демография
Население коммуны на 2010 год составляло 2541 человек.
| 1962 | 1968 | 1975 | 1982 | 1990 | 1999 | 2010 |
| ---- | ---- | ---- | ---- | ---- | ---- | ---- |
| 1507 | 1969 | 2033 | 2281 | 2449 | 2623 | 2541 |